# Zwavel-32
Zwavel-32 of 32S is een stabiele isotoop van zwavel, een niet-metaal. Het is een van de vier op Aarde voorkomende isotopen van het element, naast zwavel-33 (stabiel), zwavel-34 (stabiel) en zwavel-36 (eveneens stabiel). Van de radio-isotoop zwavel-35 komen op Aarde sporen voor. De abundantie van zwavel-32 op Aarde bedraagt 94,93%. De grote aanwezigheid van de isotoop kan verklaard worden door de vorming uit de stabiele isotoop koolstof-12 en 5 helium-4-kernen, tijdens het zogenaamde alfaproces dat optreedt in exploderende supernova's.
Zwavel-32 ontstaat onder meer bij het radioactief verval van fosfor-32, chloor-32, argon-33 en kalium-36.
26S · 27S · 28S · 29S · 30S · 31S · 32S · 33S · 34S · 35S · 36S · 37S · 38S · 39S · 40S · 41S · 42S · 43S · 43mS · 44S · 45S · 46S · 47S · 48S · 49S